# Petrophila guadarensis
Petrophila guadarensis là một loài bướm đêm trong họ Crambidae.